# سراغينة
السراغينة (الاسم العلمي: Crepidinae) هي تحت قبيلة من النباتات تتبع الفصيلة النجمية من رتبة النجميات.

## أجناس السراغينة
- السراغة
- الطرخشقون